# Цільнозерновий хліб

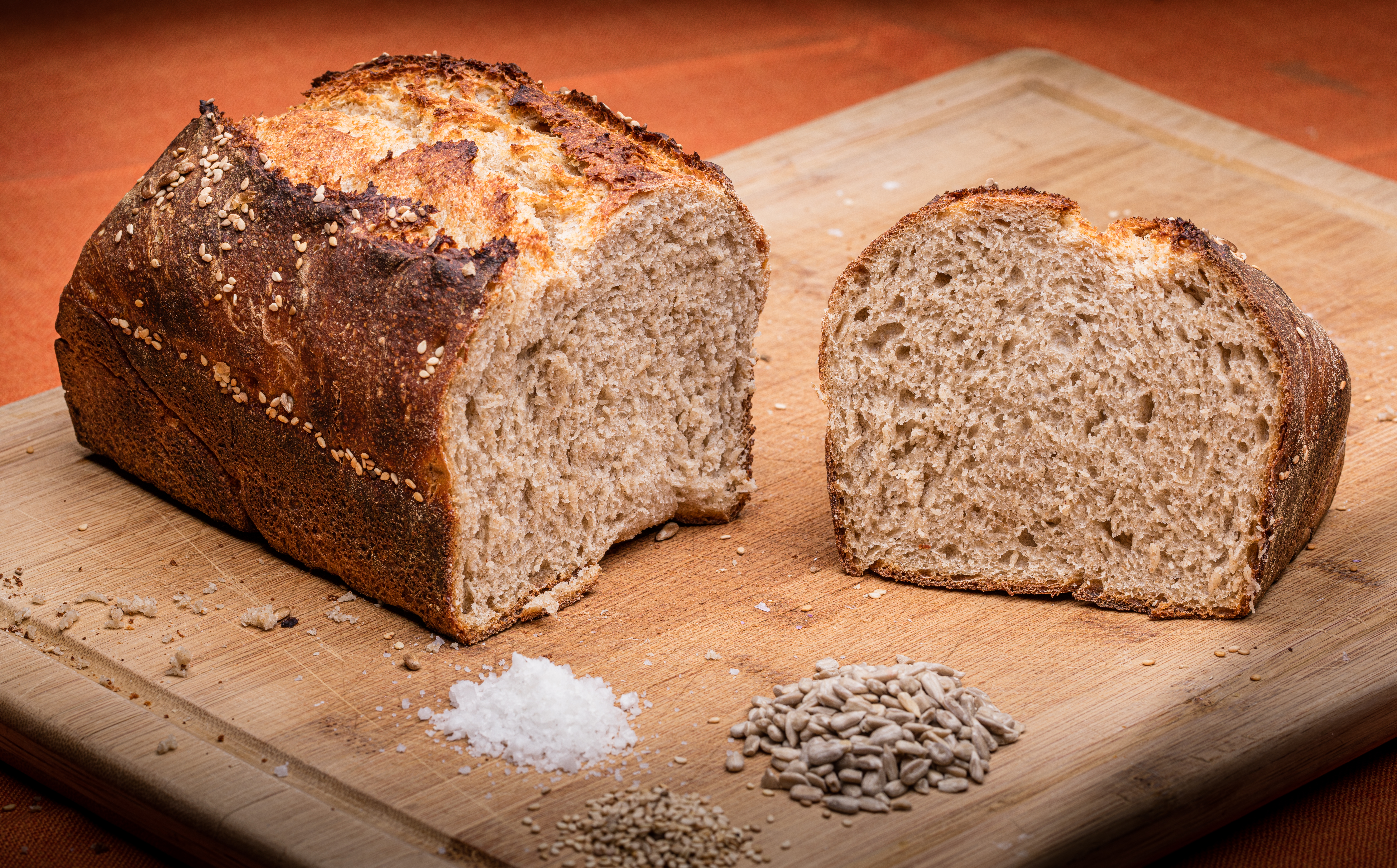
Домашній цільнозерновий хліб

Цільнозерновий хліб (також хліб з цільнозернового борошна грубого або тонкого  помелу) — різновид хліба, виготовлений з борошна, частково або повністю змеленого з цільного або майже цільного зерна пшениці (див. цільнозернове борошно). Змелене з цільного зерна борошно містить усі його компоненти: оболонки, ендосперм та зародок. Цільнозлакові продукти можуть включати в себе продукти з безлічі різних рослин, включаючи кукурудзу, овес, ячмінь, рис і пшеницю, тоді як цільнозернові продукти можуть походити тільки з пшениці.
Цільнозерновий хліб має темний колір. Колір не завжди визначає склад хліба. Не весь темний хліб є цільнозерновим, а багатозерновий/мультизерновий хліб — це не те саме, що цільнозерновий хліб. Мультизерновий — це хліб, в основі якого кілька варіантів борошна.
З початку 2021 року в Україні діє новий Санітарний регламент для закладів загальної середньої освіти, згідно з яким, відповідно до Постанови Кабінету Міністрів № 305 від 24 березня 2021 року щодо змін умов харчування у закладах освіти
та дитячих закладах оздоровлення та відпочинку, з урахуванням думки дітей та вимог Держпродспоживслужби, заклади освіти в рамках реформи харчування мають включити в оновлене меню цільнозерновий хліб. У новому меню додали цільнозерновий хліб, бобові, сік без цукру, вилучили червоне м'ясо зі сніданку на користь курки (філе) та риби, збільшили кількість овочів, фруктів, зменшили кількість цукру та солі. Станом на листопад 2021 року хліб повинен бути з цільнозернових сортів пшениці. До страв передбачено додавання саме цільнозернового хліба з пшеничного або житнього борошна, з високим вмістом харчових волокон.
Всі види хліба виготовляються відповідно до Державних стандартів України (ДСТУ). Наприклад, цільнозерновий хліб пшеничний заварний виготовляють відповідно до ДСТУ 7517:2014. Склад: борошно пшеничне цільнозернове (80%), вода питна, закваска пшенична, насіння льону олійного (5,6%), дріжджі хлібопекарські пресовані, суха пшенична клейковина, сіль кухонна, цукор, олія соняшникова. Хліб житній цільнозерновий виготовляється відповідно до вимог ДСТУ 4583:2006 (основна сировина — борошно цільнозернове житнє).

## Вміст
Цільнозерновий хліб темніший і містить більшу кількість клітковини та мінералів, ніж білий хліб (питльовий, тобто випечений з борошна, екранованого через питель), оскільки він має більше частинок, що походять із оболонок зерна, де ці інгредієнти накопичуються. Вони широко визнані такими, що сприятливо впливають на корисні для здоров'я якості цільнозернового хліба. Згідно з дослідженнями, вони мають антиоксидантні властивості. Серед них є фітоестрогени та речовини, які можуть зв'язувати канцерогени та регулювати глікемію. Ці інгредієнти є у багатьох рослинних продуктах, але деякі з них, наприклад ферулова кислота та кофеїнова кислота, мають більш високу концентрацію у зернистому борошні.

## Польський хліб з непросіяного борошна
Класичний польський хліб з непросіяного борошна виготовляється з житньої закваски (на відміну від дріжджів для випікання). На початку така технологія значно розтягує в часі процес приготування закваски, оскільки на маринування закваски потрібно близько 3-5 днів.
Це трудомістке приготування закваски зазвичай одноразове. Отримавши закваску, її змішують з борошном з цільнозернового борошна і водою в потрібній пропорції, а потім частину підготовленої маси відкладають для подальшого використання. Залишену масу зберігають у холодному приміщенні або холодильнику і додають у тісто, коли хлібна маса знову готується. Завдяки цьому перший процес не потрібно повторювати, і ви можете використовувати багато разів закваску, приготовану один раз таким способом.

## Споживання
У даний час вживання в їжу хліба з непросіяного борошна асоціюється зі здоровим способом життя. Згідно з дослідженнями в європейських країнах, люди, які їдять хліб з непросіяного борошна замість білого, належать переважно до старших вікових груп, відносяться до вищих соціально-економічних класів, рідше курять і частіше займаються фізичними вправами.
Раніше основною формою хліба був «чорний» (цільнозерновий) хліб, тоді як білий хліб трактувався як делікатес .